# Juan Domínguez Lamas
Pour les articles homonymes, voir Domínguez.
Juan Domínguez Lamas, né le 8 janvier 1990 à Pontedeume, est un footballeur espagnol qui évolue au poste de milieu relayeur au PAS Giannina.

## Palmarès
- Champion d'Espagne de D2 en 2012 avec le Deportivo La Corogne.